# Martín Cáceres
José Martín Cáceres Silva (ur. 7 kwietnia 1987 w Montevideo) – urugwajski piłkarz występujący na pozycji obrońcy w amerykańskim klubie Los Angeles Galaxy.

## Kariera
Poprzednie kluby zawodnika to: Defensor Sporting, Villarreal CF, FC Barcelona, Recreativo Huelva oraz Juventus F.C. Do Barcelony trafił w czerwcu 2008 i podpisał z nią 4-letni kontrakt. Działacze klubu zapłacili za niego 16,5 mln euro. Latem 2009 został wypożyczony do Juventusu z możliwością wykupienia zawodnika na stałe po zakończeniu sezonu. 12 września w zwycięskim 2:0 meczu przeciwko S.S. Lazio zadebiutował w Serie A i strzelił jednego gola. Po zakończeniu sezonu 2009/2010 wrócił do Barcelony. W następnym sezonie został znów wypożyczony, tym razem do klubu FC Sevilla, która wykupiła go z początkiem sezonu 2011/2012 za kwotę 3 mln euro + ewentualne bonusy w wysokości 1,5 mln euro. W zimowym okienku transferowym w 2012 ponownie trafił do Juventusu na zasadzie wypożyczenia, tym razem z Sevilli za 1,2 mln euro.
Razem z reprezentacją Urugwaju w 2010 zajął 4. miejsce na Mistrzostwach Świata 2010 w RPA, a także 1. miejsce na Copa América 2011. Latem działacze „Starej Damy” postanowili wykupić 25-latka. Zapłacili za niego 8 mln euro

## Statystyki kariery[4]
Stan na 6 lipca 2018
| Klub                     | Sezon     | Liga  | Liga | Puchary | Puchary | Europa | Europa | Ogólnie | Ogólnie |
| Klub                     | Sezon     | Mecze | Gole | Mecze   | Gole    | Mecze  | Gole   | Mecze   | Gole    |
| ------------------------ | --------- | ----- | ---- | ------- | ------- | ------ | ------ | ------- | ------- |
| Defensor                 | 2006–2007 | 26    | 4    | 0       | 0       | 0      | 0      | 26      | 4       |
| Villarreal CF            | 2007–2008 | 0     | 0    | 0       | 0       | 0      | 0      | 0       | 0       |
| Recreativo Huelva (wyp.) | 2007–2008 | 34    | 2    |         |         |        |        | 34      | 2       |
| FC Barcelona             | 2008–2009 | 14    | 0    | 7       | 0       | 2      | 0      | 23      | 0       |
| Juventus F.C. (wyp.)     | 2008–2009 | 15    | 1    | 1       | 0       | 5      | 0      | 21      | 1       |
| Sevilla FC (wyp.)        | 2010–2012 | 25    | 1    | 5       | 0       | 7      | 0      | 37      | 1       |
| Juventus F.C.            | 2012–2016 | 62    | 3    | 10      | 3       | 15     | 0      | 89      | 6       |
| Southampton              | 2016–2017 | 1     | 0    | 0       | 0       | 0      | 0      | 1       | 0       |
| Hellas Verona            | 2017–2018 | 14    | 3    | 1       | 0       | 0      | 0      | 15      | 3       |
| S.S. Lazio               | 2018–     | 6     | 1    | 2       | 0       | 2      | 0      | 10      | 1       |
| Razem                    | Razem     | 197   | 15   | 27      | 5       | 31     | 0      | 256     | 18      |

## Sukcesy

### FC Barcelona
- Mistrzostwo Hiszpanii: 2008/2009
- Puchar Króla: 2008/2009
- Liga Mistrzów: 2008/2009

### Juventus
- Serie A: 2011/2012, 2012/2013, 2013/2014, 2014/2015, 2015/2016
- Puchar Włoch: 2014/2015, 2015/2016
- Superpuchar Włoch: 2012, 2013, 2015

### Reprezentacyjne
- Copa América: 2011